# Cytisus scoparius
Cytisus scoparius, de nombre vulgar retama negra  o  escoba rubia, es una especie perteneciente a la familia de las fabáceas.

## Descripción
Es una planta arbustiva de 1 a 2 m de altura, con ramas delgadas, estriadas, de color verde y con pocas hojas, de flor amarilla y papilionada. El fruto es una legumbre negra pilosa. La floración es de abril a julio. Tiene uso medicinal por sus propiedades cardiotónicas y estimulantes. Las propiedades cardiotónicas son controvertidas y su gran uso es como diurético y antiedematoso.[cita requerida]

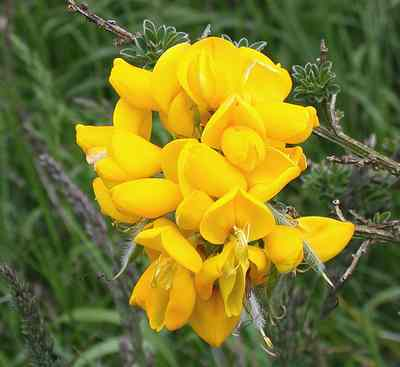
Flores.

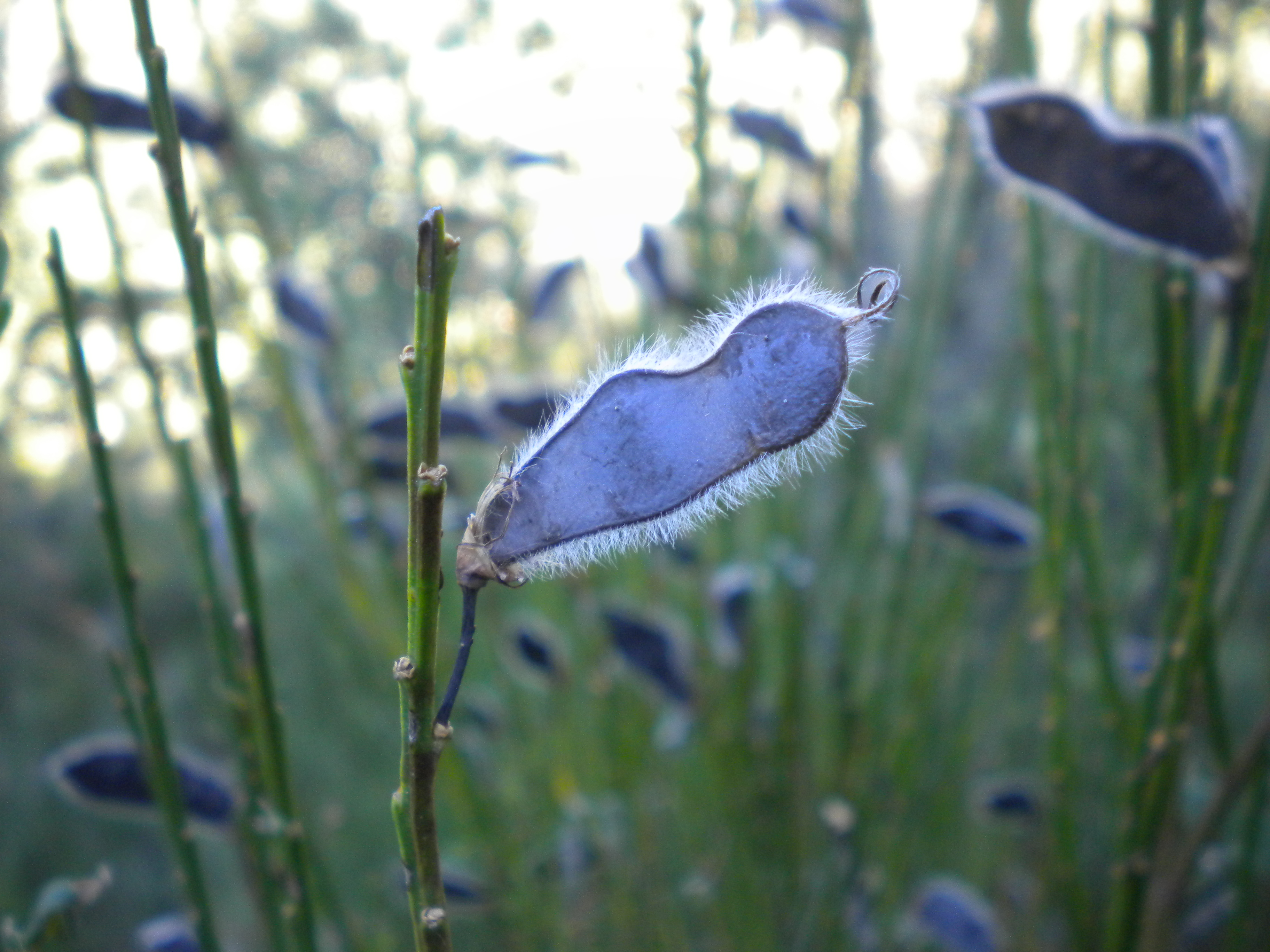
Legumbre.

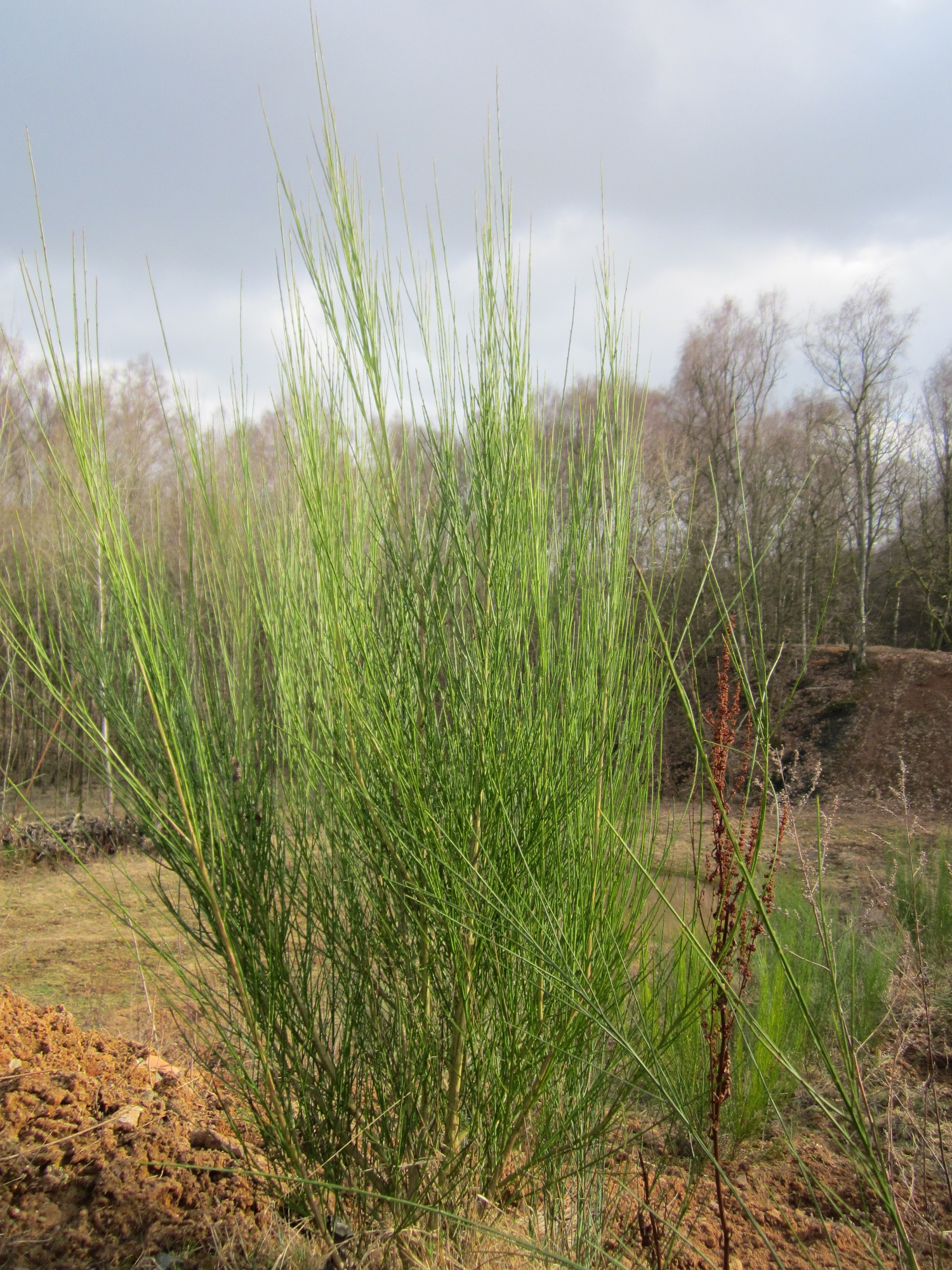
Vista de la planta.

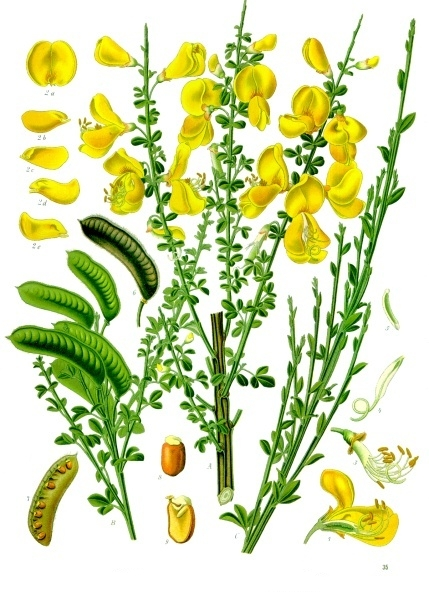
Ilustración.

## Distribución y hábitat
Generalizada en casi toda la península ibérica, así como en el resto de la Europa atlántica.

## Como especie invasora
A pesar de ser una especie autóctona de España, no lo es de todas sus regiones. Así, en las islas Canarias se comporta como especie exótica invasora. Debido a su potencial colonizador y a que constituye una amenaza grave para las especies autóctonas, los hábitats o los ecosistemas, esta especie ha sido incluida en el Catálogo español de especies exóticas invasoras, regulado por el Real Decreto 630/2013, de 2 de agosto, estando prohibida en Canarias su introducción en el medio natural, posesión, transporte, tráfico y comercio. También es invasora en Azores y Madeira.
Asimismo, está considerada una planta nociva en diversas regiones de Estados Unidos, como Oregón, Hawái, Idaho y California; y también en Australia, Chile, Argentina y Sudáfrica.

## Usos

### Usos medicinales
Se empezó a utilizar en medicina por la propiedad diurética de las flores, para tratar la hidropesía, edemas y obstrucciones de bazo e hígado. Pero, aparte de sus virtudes diuréticas, que hoy se sabe que son debidas a la riqueza en flavonoides de las flores, su aplicación principal es para la obtención del alcaloide esparteína, que tiene una acción indirecta sobre el corazón. La esparteína es un antiarrítmico y cardiotónico. También es un estimulante de las fibras del útero (acción oxitócica). En casos de hipotensión arterial, se han comprobado efectos normalizadores, actuando como hipertensor.

### Toxicidad
La planta contiene aminas (tiramina, dopamina), flavonoides (genetosida, spiraeosida y scoparosida, entre otros) y alcaloides. Entre los alcaloides (una veintena en total) se citará la esparteína, mayoritario en las ramas, y la lupanina mayoritaria a las semillas, pero también el ammodendrina y el hidroxilupanina.
Tradicionalmente se utilizaba la flor como diurético y para el tratamiento de los trastornos circulatorios (la presencia de flavonoides explica este uso). Las ramas son cosechadas para extraer la esparteína para las necesidades de la industria farmacéutica. Este alcaloide posee diferentes propiedades farmacológicas: tiene un efecto regulador sobre los intervalos cardiacos (de hecho, sustrae el corazón de la influencia del sistema nervioso vegetativo), es pues, indicado para el tratamiento de la eretisme cardíaco. Por su actividad oxitócica (aumenta las contracciones del útero), se puede utilizar, bajo forma inyectable, para poner en marcha un parto (es abortivo de manera potencial, por tanto, está contraindicado en caso de embarazo). Del mismo modo, estará contraindicado en casos de hipertensión arterial, debido a la ligera actividad hipertónica.

## Otros usos
La corteza se usaba para curtir y para hacer cuerdas.
La fabricación de escobas (de las que toma su nombre) fue importante en todo el oeste de Francia. También se usó como reemplazo del techo de paja en algunas montañas, para cubrir techos. Todavía se pueden encontrar algunas casas de este tipo en la parte alta de Ardèche y en Lozère.
Permitiría a las ovejas inmunizarse contra las mordeduras de víboras: la esparteína presente en esta planta haría inofensivo el veneno de víbora.
Como todas las Fabaceae, sus raíces tienen nódulos radiculares que permiten enriquecer el suelo mediante la fijación biológica de nitrógeno. Se utiliza en Agricultura Natural (Fukuoka) y en permacultura como especie fijadora de nitrógeno para regenerar el suelo (aunque localmente potencialmente invasivo).
Cytisus scoparius forma parte de la Flora apícola, principalmente polinífera (el polen amarillo anaranjado se proyecta sobre la abeja que muchas veces vuelve a la colmena untada con polvo amarillo). La escoba escocesa también puede ser nectarífera, pero solo después de que los abejorros hayan pasado por la base de la flor.

## Taxonomía
Cytisus scoparius fue descrita por (L.) Link  y publicado en Enumeratio Plantarum Horti Regii Berolinensis Altera 2: 241. 1822.
Sinonimia
- Colutea scoparia (L.) Bercht. & J.Presl
- Corema scoparium (L.) Bercht. & J. Presl
- Cytisogenista scoparia var. leiostyla (Willk.) Rothm.
- Cytisogenista scoparia var. oxyphylla (Boiss.) Rothm.
- Cytisogenista scoparia (L.) Rothm.
- Cytisus lusitanicus (Mill.) Maire
- Cytisus reverchonii (Degen & Hervier) Bean
- Genista andreana Puiss.
- Genista angulata (Raf.) Poir. in Lam.
- Genista glabra (Mill.) Spach
- Genista hirsuta Moench
- Genista scoparia (L.) Lam.
- Sarothamnus andreanus (Puiss.) Bergmans
- Sarothamnus bourgaei Boiss.
- Sarothamnus eliasii Sennen
- Sarothamnus lusitanicus (Mill.) Pau
- Sarothamnus oxyphyllus Boiss.
- Sarothamnus scoparius subsp. andreanus (Puiss.) P.Fourn.
- Sarothamnus scoparius subsp. reverchonii Degen & Hervier
- Sarothamnus scoparius var. leiostylos Willk. in Willk. & Lange
- Sarothamnus scoparius (L.) W.D.J.Koch
- Sarothamnus vulgaris var. leiostylos (Willk.) C.Vicioso
- Sarothamnus vulgaris var. reverchonii (Degen & Hervier) C. Vicioso
- Sarothamnus vulgaris Wimm.
- Spartium angulatum Raf.
- Spartium glabrum Mill.
- Spartium lusitanicus Mill.
- Spartium scoparium L.[10]

## Nombres comunes
Alama, albareja, apiorno, barredoira, cabestro de oro, chamiça, codeja, escoba, escoba amarga, escoba amarilla, escoba de flor amarilla, escobajera, escoba negra, escoba negrera, escoba rubia, escobas, escobón, escobonera, genista angulosa, ginesta, ginesta angulosa, hiniesta, hiniesta blanca, hiniesta de escobas, hiniesta escobar, hiniesta negra, illesta, inhiesta, iniesta, jiniesta, morisca, piorno, piorno amarillo, piorno negro, rebanillo, retama, retama amarilla, retama colorá, retama de escoba, retama de escobas, retama hiniesta, retama morisca, retama negra, retama silvestre, xesta, xiniesta, xiniestina, escoba de bruxa.